# Івар Калниньш
Івар Калниньш, повне ім'я Іварс Едмундс Калниньш (латис. Ivars Kalniņš; нар. 1 серпня 1948, Рига, Латвійська РСР) — латвійський актор.

## Життєпис
Народився в родині робітника. Батько працював автомеханіком, мати вела домашнє господарство. Закінчив театральний факультет Латвійської консерваторії (1974). Працює у Театрі ім. Я. Райніса.
Знімається у кіно з 1972 р. (фільми: «Театр», 1978, т/ф, Том, «Не стріляйте у білих лебедів», 1979, Чувалов, «Маленькі трагедії», 1980, Фауст і Дон Карлос, «Зимова вишня», 1985, Герберт та ін.).

## Громадянська позиція
Фігурант бази даних центру «Миротворець» як особа, яка незаконно відвідувала окупований Росією Крим, свідомо порушуючи державний кордон України.
Після початку російського вторгнення в Україну у 2022 році заявив, що йому «насрати на росіян».
«Так, я багато знімався в радянських і російських картинах. Але зараз я викинув це з пам’яті і забув про це. Нехай вони наживаються на тому прекрасному, що ми їм залишили», — заявив актор.
Крім того, артист жорстко відгукнувся про майбутнє росіян та їхньої країни. На запитання журналіста росЗМІ про те, що актора можуть внести до "чорного списку", Калниньш заявив: «Можна я відповім на це "по-французьки"? Мені насрати на це. Є інший світ, який цікавить мене більше. А всі ці імперські замашки росіян смішні в XXI столітті. Сьогоднішній режим росії обрушиться як картковий будиночок, як колись Радянський Союз».

## Фільмографія
- 1972 — Ілга-Іволга — Юріс
- 1972 — Петерс — Паул Кірсіс
- 1972 — Право на стрибок — Валентин Гришанов
- 1974 — Вірний друг Санчо — синьйор Родрігес
- 1974 — Не бійся, не віддам!
- 1974 — Приморський клімат (короткометражний) — Ерік
- 1975 — Поговори зі мною (короткометражний) — батько Гунтіса
- 1975 — Стріли Робін Гуда — епізод
- 1976 — Під перекинутим місяцем — Юріс
- 1976 — Яблуко в річці — Яніс
- 1977 — Червоні дипкур'єри — нальотчик
- 1977 — Подарунки по телефону — Роберт Салмс
- 1978 — Чоловічі ігри на свіжому повітрі — вгіковец-практикант
- 1978 — Театр — Том Феннелл
- 1979 — Через божевільну Пауліну — епізод
- 1979 — Інспектор Гулл — Джеральд Крофт
- 1979 — Маленькі трагедії — Фауст / Дон Карлос
- 1979 — Незавершений вечеря — Матс Ліндер
- 1979 — Рання іржа — Італо
- 1980 — Особистої безпеки не гарантую... — Андрій Бологов
- 1980 — Мільйони Ферфакса — Поль Ферфакс
- 1980 — Не стріляйте в білих лебедів — лісничий Юрій Петрович Чувалов
- 1981 — Білий танець — Гнат
- 1981 — Душа — перекладач Карл Норман
- 1981 — Пам'ятати або забути — епізод
- 1981 — Сільва — Едвін Веллергейм
- 1982 — Випадок в квадраті 36-80 — американський офіцер-механік Ален
- 1983 — Двоє під однією парасолькою — Дан
- 1983 — Таємниця вілли «Грета» — Ян Плінто
- 1984 — Європейська історія — телеведучий
- 1984 — Той, хто йде слідом — Валентин Русов
- 1984 — Капітан Фракасс — герцог де Валломбрез
- 1984 — Малинове вино — Алберт
- 1984 — Парашутисти — Дітер Нагель
- 1984 — ТАРС уповноважений заявити... — Ігор Мінаєв
- 1985 — Зимова вишня — Герберт Мартинович
- 1985 — Спокуса Дон-Жуана — Командор і Дон-Жуан
- 1985 — Малинове вино — Альберт
- 1985 — Софія Ковалевська — Віктор Жаклар
- 1986 — Крик дельфіна — Рейфлінт
- 1987 — Обранець долі — поручик Журу
- 1987 — Фотографія з жінкою і диким кабаном — Жирак
- 1988 — Мілина — Краміньш
- 1989 — Вхід в лабіринт — Олександр Миколайович Панафідін
- 1990 — Оскаженілий автобус — полковник Валентин Орлов
- 1991 — Сива легенда — князь Кізгайла
- 1992 — Розшукується небезпечний злочинець — полковник Михайло Черних
- 1992 — Рекет — Сергій Гридасов
- 1992 — Таємниця Вілли — Євген Робертович Молотков
- 1992 — Таємниці сім'ї де Граншан — Фердинанд Шарні
- 1992 — Ціна голови — Вільям Кросбі
- 1993 — Медитація насильства
- 1993 — Невідомий — полковник КДБ Суворов
- 1993 — Ніч питань … — Юрій Клименко
- 1994 — Шоу для самотнього чоловіка — Івар
- 1995 — Зимова вишня — Герберт Мартинович
- 1996 — Ризькі канікули — мафіозо
- 1997 — Жорна долі
- 1999 — З новим щастям! — Володимир Тоболіцкій
- 2000 — Квиток до Риги
- 2000 — Любов, смерть і телебачення (короткометражний)
- 2000 — Містерія старої управи
- 2000 — Салон краси — дон Антоніо
- 2000 — Чорна кімната (кіноальманах)
- 2001 — Вальс долі — Гунарс
- 2001 — Паризький антиквар
- 2001 — Хованки
- 2001 — Прихований
- 2001 — З новим щастям! — 2 - Володимир Тоболіцкій
- 2002 — Час любити — Алдис
- 2002 — Дронго — агент Інтерполу Дронго
- 2003 — Удар Лотоса 3 — Сфінкс
- 2004 — Рік коня — сузір'я Скорпіона — скрипаль
- 2004 — Любов сліпа — Вікентій
- 2004 — Опера-1. Хроніки вбивчого відділу — Дмитро Кондаков
- 2004 — Торгаші — банкір Віктор Гущин
- 2005 — За все тобі дякую — Вадим Андрійович
- 2005 — Дзеркальні війни. Віддзеркалення перше — конструктор Антон Петрович Кедров
- 2005 — Любов і золото
- 2005 — Примадонна — Марк-Король
- 2006 — Біс в ребро, або Чудова четвірка — Ігор Гудіні
- 2006 — Міський романс — Павло Соболь
- 2006 — Капітанові діти — Вернер
- 2006 — Колекція — Шувалов
- 2006 — Опера-2. Хроніки вбивчого відділу — Дмитро Кондаков
- 2006 — Студенти-2 — ректор
- 2006—2007 — Розплата за гріхи — Павло Соболь
- 2007 — Бальзаківський вік, або Всі чоловіки сво … 3 — Вітас
- 2007 — Опера-3. Хроніки вбивчого відділу — Дмитро Кондаков
- 2008 — Королева льоду — Михайло Катаєв
- 2009 — Золотий автомобіль — полковник
- 2010 — Віра, Надія, Любов — Івар Петрович
- 2011 — Смак граната — Борис Долженко
- 2011 — Забутий — перший секретар обкому партії
- 2011 — Золоті небеса — Алекс
- 2012 — Розлучення — Івар Калниньш
- 2012 — Таємниці палацових переворотів. Росія, століття XVIII — Бурхард Христофор фон Мініх
- 2013 — Бальзаківський вік, або всі чоловіки сво … 5 років потому — Вітас
- 2013 — Тітонька — шеф Валерій Павлович
- 2013—2014 — Дед_005 — Івар
- 2015 — Гастролери — мер Таутіс Локис
- 2015 — Поки немає (короткометражний)